# 里斯托·亚洛
里斯托·亚洛（芬蘭語：Risto Jalo，1962年7月18日—），芬兰男子冰球运动员，场上位置是前锋。他曾代表芬兰国家队参加1984年冬季奥林匹克运动会冰球比赛，获得第六名。